# Nereis segrex
Nereis segrex är en ringmaskart som beskrevs av Chamberlin 1919. Nereis segrex ingår i släktet Nereis och familjen Nereididae. Inga underarter finns listade i Catalogue of Life.